# Persicaria limbata
Persicaria limbata är en slideväxtart som först beskrevs av Meissn., och fick sitt nu gällande namn av Kanesuke Hara. Persicaria limbata ingår i släktet pilörter, och familjen slideväxter. Inga underarter finns listade i Catalogue of Life.